# Pokolj kod Drvara 27. srpnja 1941.
Pokolj kod Drvara 27. srpnja 1941. je bio organizirani napad na područje rimokatoličke župe Drvar (uz istodobni napad na hrvatsko stanovništvo obližnje župe Bosansko Grahovo), s ciljem fizičkog istrjebljenja svih stanovnika u toj župi, mahom Hrvata katolika. Nakon tog napada, župa Drvar je u potpunosti bila zatrta. 
Za sada je popisano 240 ubijenih civila iz najužeg područja oko Drvara, ali se smatra da je broj žrtava znatno veći. 
U samom Drvaru i okolnim mjestima u to vrijeme pobijen je veliki broj katolika i muslimana. Katolički svećenik Grga Blažević piše: " U isto vrijeme u Drvaru je ubijeno oko 350 katolika i 200 muslimana, koji su dan prije amo došli iz Živinica kod Tuzle, da rade u pilani i celulozi u Drvaru, jer Srbi radnici nisu više dolazili na posao; inače muslimana nema u Drvaru. Tako se dogodilo i na Oštrelju, Potocima, gdjegod su "četnici" zavladali, ubijani su katolici i Nijemci, slovenske, češke i poljske narodnosti, a ne samo Hrvati. Više vjerska nego nacionalna mržnja" ( Osim 200 muslimana koji su dopremljeni iz okolice Tuzle, ubijeno je također 45 Hrvata iz Hercegovine, koji su tada iz istih razloga dopremljeni u Drvar. op. A. B.). Uz ove poubijane i mnoge protjerane u prvom naletu bilo još jedno "oslobađanje" Drvara, kad je okrutno ubijen poduzetnik Ivo Bauer, koji je bio pokretač i glavni graditelj drvarske katoličke crkve. Ubijen je uz sarkastičnu porugu: " hajde sada napravi papi crkvu !"
Pokolj predstavlja jedan od glavnih događaja u velikom ustanku etničkih Srba na susjednim područjima Like i Bosanske Krajine, te se u Bosni i Hercegovini u desetljećima komunističke vladavine obilježavao (bez spominjanja "detalja" o civilnim žrtvama) pod imenom "Dan ustanka naroda Bosne i Hercegovine". 
Obično se navodi da su počinitelji bili četnici; međutim su ustanike zapravo zajednički vodili komunisti i pripadnici četničkog pokreta, a tek u narednim mjesecima će se razne grupe ustanika odlučiti da se priklone bilo partizanima, bilo četnicima.
Pokolj kod Drvara na području župe Drvar je bio dijelom organiziranog etničkog čišćenja zapadne Bosne i istočne Like od Hrvata. Tada su posve zatrti Hrvati u župama Bosanski Petrovac, Krnjeuša, Bosansko Grahovo u zapadnoj Bosni (Bosanska Krajina, Turska Hrvatska), a u Hrvatskoj (u Lici) župa Boričevac, Srb i dr. mjesta istočne Like. U nešto kasnijem pokolju u Kulen Vakufu pobili su ustanici oko 2 i pol tisuće muslimanskih žitelja.

## Slijed događaja
Na poziv župnika u Kninu da održi svečanu misu na svetkovinu sv. Ane 26. srpnja, uputio se drvarski župnik Waldemar Maksimilijan Nestor 25. srpnja onamo, u pratnji veće grupe svojih župljana. Budući da je u međuvremenu od prvog poziva kninskog župnika planuo ustanak u Drvaru, kninski župnik i prijatelji savjetovali su župnika da ostane ondje sve dok se stvari ne smire. Nestor je ipak pošao, jer je 27. srpnja bila nedjelja i nije htio da mu župljani ostanu bez mise.
Hodočasnički vlak je pri povratku zaustavljen nekih 18 km od Drvara, kod Trubara.  Pobunjenici su napali vlak, župnika i vjernike izvukli iz vlaka i odvukli nedaleko od stanice. Svi hodočasnici su okrutno poubijani, a tijela su im bačena u jamu Golubnjaču. Te su žrtve jugokomunisti i četnici proglasili bojovnicima, ustašama i raznim drugim nazivima, samo da bi se spriječio i sami spomen na njih i tako da bi počinitelji prikrili svoj zločin.
Očevidac vlč. Branimir Župančić (r. 1912., Srebrenica, u. 1990., Banja Luka), koji se nalazio u vlaku među hodočasnicima, posvjedočio je: "Srbi su u Drvaru živjeli mirno, nova hrvatska vlast nije im ništa učinila, nikoga nije uhitila, nikoga ubila, a li su Srbi bili kivni što je proglašena hrvatska država. Vidjeli su kako su hodočasnici krenuli prema Oštrelju, i dok su hodočasnici došli u Oštrelj, slušali misu i poslije mise u prirodi ručali, oni odlučiše da ih po povratku napadnu. Hodočasnicima se u Oštrelju priključili vjernici iz tog mjesta. Slavili su Sv. Anu, veselili se i pjevali a predvečer krenuli kućama, za Drvar. Međutim, čim su malo zašli u šumu, imali su što vidjeti: jedno stablo leži na pruzi. Strojovođa zaustavi lokomotivu i zamoli putnike da uklone to stablo ... balvanima nika kraja. Svaki se čas mali šumski vlak morao zaustavljati, a jadni hodočasnici uklanjati balvane s pruge... Ljudi se uznemirili, svi su predosjećali da će se dogoditi neko zlo...Pred zoru 27. srpnja 1941, kada su se gotovo približili Drvaru i kada su naišli na jednu još veću prepreku, upravo u tome trenutku iz šume se čuje vika: "Hura! Juriš! Dolje ustaše! Majku vam ustašku! živjela Crvena armija! Živio kralj Petar!". Tako su pobunjeni Srbi napali hodočasnički vlak. Nisu ni svi Srbi imali oružja, imali su nešto pušaka i revolvera, a dosta ih je bilo s motikama. Odmah su na mjestu ubili onoga ustašu i dva domobrana, te još nekoliko muškaraca, činovnika. Među hodočasnicima bio je Branimir Župančić, po ocu Slovenac, i jedan od prisutnih Srba prepoznao ga je, pa njega nisu ubili. Nisu ubili ni žene i djecu nego su ih pustili kućama."
Istog dana, orkestrirano je, uz iste metode etničkog čišćenja, izveden i napad na susjednu katoličku župu Bosansko Grahovo, tako da slučajni preživjeli nakon pokolja u Drvaru ne mogu upozoriti susjede, odnosno da grahovljanski Hrvati ne mogu pobjeći nakon što doznaju što se dogodilo drvarskim Hrvatima. Pobunjenici su osobito grahovski župnika Jurja Gospodnetića jezivo zlostavljali: potkovali su ga, nabili na ražanj i na kraju ispekli.  
Točan broj ubijenih stanovnika Hrvata nikad nije utvrđen. Za sada je popisano 240 ubijenih nedužnih civilnih osoba hrvatske nacionalnosti, od toga 72 žene i 49 djece do 12 godina starosti. Ta se brojka odnosi samo na uže područje oko Drvara i ne obuhvaća predjele koji su najviše stradali: južni dio župe Drvar oko Kulen Vakufa i Vrtoča s pripadajućim selima. Također, brojka ne obuhvaća poginule domobrane. Nijedna žrtva nema groba jer su sve pobacane po jamama toga dijela Podgrmečja.

## Tijela poginulih
Tijela poginulih pronađena su skoro 62 godine poslije. Ekshumirana su 2003. u jami Golubnjači u Trubaru kod Drvara. Nađene su zapravo usputno, jer one nisu bile tražene. 3. lipnja 2003. Federalna komisija za nestale osobe Federacje BiH tražila je žrtve iz Domovinskog rata. Pri tome je ekshumirala u jami Golubnjači u Trubaru kod Drvara. 7. prosinca 2004. uputila je dopis Biskupskom ordinarijatu u Banjoj Luci u kojem je navedeno da su tog 3. lipnja iz jame izvadili 17 nekompletnih tijela na kojima se po procjenama vještaka odmah vidjelo da ne potječu iz razdoblja Domovinskog rata. I druga analiza iz inozemstva potvrdila je nalaze domaćih vještaka. Radioizotopskom analizom u Londonu utvrđeno je da se radi o tijelima starim oko 70 godina. U istom su dopisu iznijeli pretpostavku da vjerojatno pripadaju svećeniku i skupini Hrvata iz Drvara koji su prema knjizi jednog partizanskog zapovjednika smaknuti 1941. godine.
Pojedinačnu je identifikaciju bilo vrlo teško sprovesti. Razlog je bio taj što unatoč tome što se poduzelo sve što se moglo da bi se našlo grobove Nestorove bliže rodbine, jer žive rodbine više nema, nije se uspjelo. Tako se nije moglo doći do uzoraka potrebnih za DNK analizu. Isti je bio problem i s traženjem bliske rodbine ostalih žrtava, jer ni njih više nema. Sve je to uzelo mnogo vremena. Ta traganja i promjene u Komisiji za ekshumaciju dovela su do toga da je prošlo 11 godina od ekshumacije do pokopa. 
12. studenoga 2013. biskup Komarica pohodio je Identifikacijski centar Šejkovaču u Sanskom Mostu gdje su se nalazili ostatci tijela koje se pokušavalo identificirati.
19. studenoga 2014. tijela župnika Nestora i 14 župljana ubijenih na povratku s hodočašća pokopana su na banjolučkom katoličkom groblju sv. Marka. Tijela su položena u svećeničku grobnicu jer u tom trenutku nije bilo povoljnijeg mjesta za dostojni ukop žrtava. U posebnom su lijesu kosti žrtve za koju se jako pretpostavlja da pripadaju župniku Waldemaru M. Nestoru, što se još treba utvrditi DNK analizom, jer ne postoje uzorci bliskih mu srodnika.

## Vanjske poveznice
- Obilježena 65 godišnjica stradanja drvarskih mučenika  Arhivirana inačica izvorne stranice od 1. svibnja 2007. (Wayback Machine)
- Ne gasne spomen na drvarske mučenike  Arhivirana inačica izvorne stranice od 6. siječnja 2009. (Wayback Machine)
- Sudbonosne prijelomnice u Zapadnoj Bosni
- Vjesnik Grahovo i Drvar ostali bez Hrvata